# Independence Air
 (août 2021).
Si vous disposez d'ouvrages ou d'articles de référence ou si vous connaissez des sites web de qualité traitant du thème abordé ici, merci de compléter l'article en donnant les références utiles à sa vérifiabilité et en les liant à la section « Notes et références ».
Pour les articles homonymes, voir DH et IDE.
Independence Air (code AITA : DH ; code OACI : IDE) était une compagnie aérienne à bas prix américaine, qui opérait uniquement à partir de Washington, DC.
Ses vols débutèrent en 1989, comme sous-traitant de United Airlines basé à Washington-Dulles et à partir de 2000 également de Delta Air Lines. Elle opérait sous le nom Atlantic Coast Airlines (ACA). En décembre 2002, United risquant la banqueroute, lui a proposé des accords commerciaux moins intéressants. C'est pourquoi la compagnie prit son indépendance (d'où son nom) le 19 novembre 2003.
Elle utilisait des Bombardier CRJ 200 (50 sièges) et des Airbus A319 (pour la Floride).
Après deux mois d'agonie financière, Independence Air a annoncé qu'elle allait définitivement cesser ses activités au soir du 5 janvier 2006, faute de propositions de reprise sérieuses.

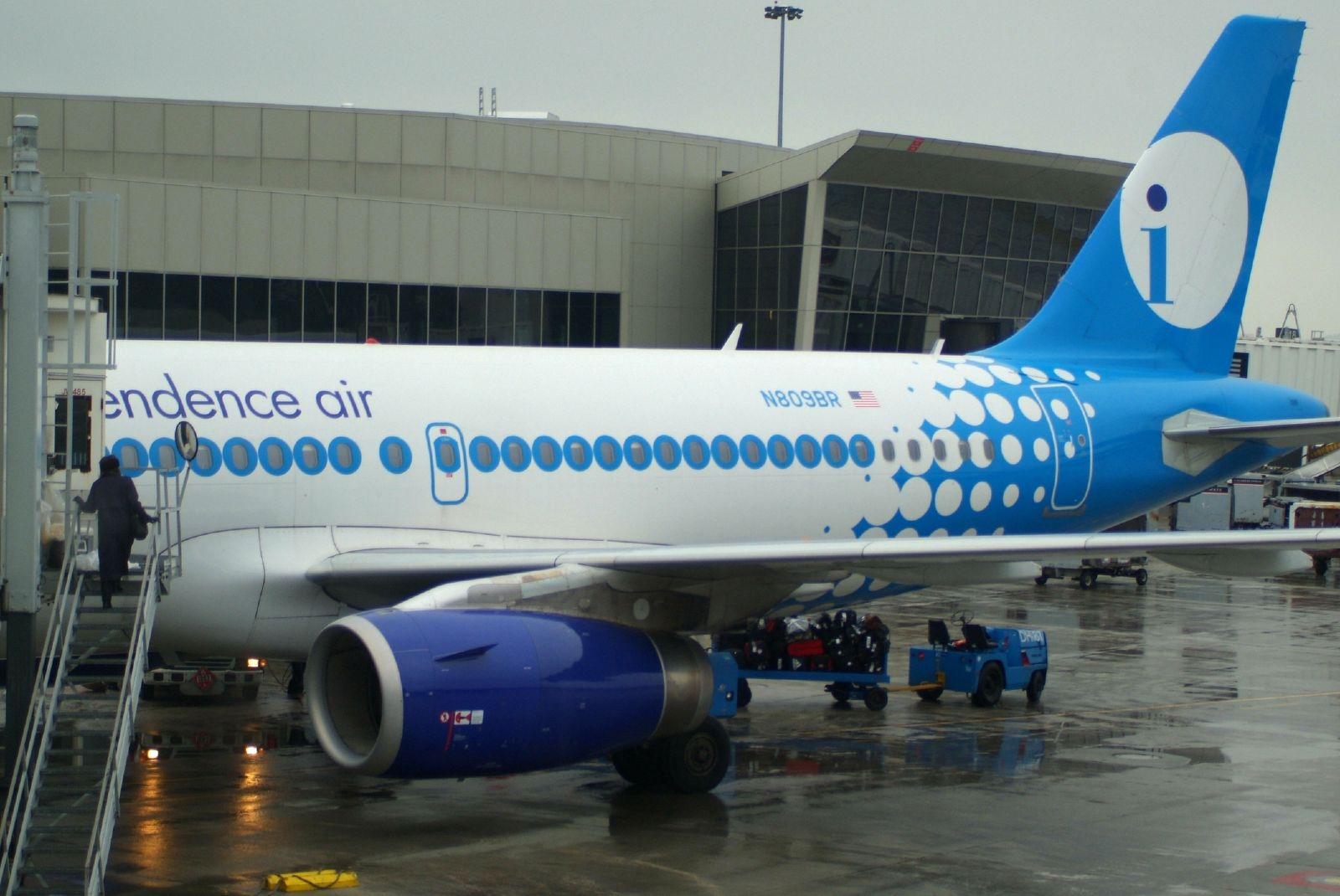
Un Airbus A319 d'Independence Air en 2006